# رایان گالوین
رایان گالوین (انگلیسی: Ryan Galvin؛ زادهٔ ۳۱ ژانویهٔ ۲۰۰۱) بازیکن فوتبال است.